# Beckenham Junction
Beckenham Junction – stacja kolejowa oraz przystanek tramwajowy położony w dzielnicy Beckenham, w południowo-wschodnim Londynie.

## Informacje podstawowe
Stacja jest położona przy jednej z głównych ulic, obok supermarketu. Na stacji znajduje się łącznie 5 peronów.

### Stacja kolejowa
Stacja kolejowa zajmuje 4 perony na które podjeżdżają pociągi Southeastern i innych przewoźników. Na stacji znajdują się kasy biletowe.

### Przystanek tramwajowy
Przystanek zajmuje pozostałe dwa perony. Na przystanek podjeżdżają tramwaje Tramlinku linii nr 2 (Beckenham – West Croydon).

## Kursy pociągów i tramwajów
Ze stacji pociągami można dostać się na stacje:
- London Victoria, przez Kent House, Herne Hill oraz Brixton. (Southeastern)
- Streatham Hill, a dalej London Victoria, przez Birkbeck i Crystal Palace. (Southern)
- Orpington, przez: Bromley South. (Southeastern)

Tramwaje dowiozą nas do:
- West Croydon, przez Birkbeck i East Croydon (linia tramwajowa nr 2). (Tramlink)